# Wherever You Are (Third Day)
Wherever You Are è l'ottavo album in studio del gruppo christian rock statunitense Third Day, pubblicato nel 2005.

## Tracce
1. Tunnel – 4:18
2. Eagles – 3:38
3. Cry Out to Jesus – 4:42
4. I Can Feel It – 3:39
5. Keep On Shinin' – 3:05
6. Communion – 4:14
7. Carry My Cross – 5:16
8. How Do You Know – 4:08
9. Mountain of God (featuring Ashley Cleveland) – 3:54
10. Love Heals Your Heart – 4:19
11. The Sun Is Shining – 4:12
12. Rise Up – 6:05